# What Have You Done for Me Lately
"What Have You Done for Me Lately" is de eerste single van Janet Jacksons derde studioalbum Control uit 1986. Dit nummer zorgde ervoor dat ze bekendheid kreeg en in de hoge regionen van de Amerikaanse R&B- en pophitlijsten te vinden was.

## Achtergrond
Het lied werd geschreven door Jackson, Scott McCallum en Jimmy Jam & Terry Lewis en geproduceerd door het laatstgenoemde duo. Jackson schreef een gedeelte ervan en werd gezien als coproducent. In het lied wordt een slechte relatie omschreven waarin de partner niet genoeg zijn best doet om Jackson tevreden te stellen, en op haar beurt vroeg zij de titel van het nummer aan hem. ("Wat heb je de laatste tijd voor mij gedaan?") Ze werd genomineerd voor de Grammy's voor Best Female R&B Vocal Performance en Best R&B Song in 1987, waarbij Jackson het nummer live opvoerde. Voor deze opvoering kreeg ze een staande ovatie van de gehele zaal, inclusief Whitney Houston. Jackson voerde het nummer ook tijdens de volgende tournees op: Rhythm Nation World Tour, janet. World Tour, The Velvet Rope World Tour, All for You World Tour en de Rock Witchu Tour.

## Covers en gebruik in de media
- In Eddie Murphy's film Eddie Murphy Raw uit 1987 werd er gewag van gemaakt dat veel vrouwen de titel gebruikten voordat ze de relatie met hun partner verbraken.
- Tijdens zijn Nude Tour in 1990 gebruikte Prince het nummer heel snel tijdens de opvoering van zijn nummer "Partyman".
- Sharon Jones & The Dap-Kings namen het op voor hun debuutalbum Dap Dippin' with Sharon Jones and the Dap-Kings 2002. Hun muziek werd aanvankelijk verkocht als seventies funk en bij wijze van publiciteitsstunt werd het gerucht verspreid dat Jones (1956-2016) de originele vertolkster was. Gitarist en ceremoniemeester Binky Griptite speelde eerder mee op het album janet dat Jackson in 1993 uitbracht.
- Beyoncé gebruikte het intro van het nummer tijdens haar concerten van de I Am... Tour in 2009 en 2010.

## Muziekvideo
In de videoclip, geregisseerd door Brian Jones en Piers Ashworth in december 1985, gaat Jackson naar een apart ingericht eetcafé, waar ze samen met haar vriendin (gespeeld door Paula Abdul) over haar relatieproblemen praat. Haar vriend komt binnen met een stel vrienden en Jackson bedenkt ineens dat ze hem flink de waarheid wil vertellen. De video won een Soul Train Music Award voor Best R&B/Soul or Rap Music Video in 1987. De choreograaf van de video was Paula Abdul. Jackson en Rudy Huston, de man die in de videoclip Jacksons vriend speelt, zijn geen onbekenden van elkaar. De twee ontmoetten elkaar op de set van de serie Fame, waarin Jackson een van de hoofdrolspelers was en Huston een dansstudent.

## Hitnoteringen

### Nederlandse Top 40
| Hitnotering: 24-05-1986 t/m 02-08-1986 | Hitnotering: 24-05-1986 t/m 02-08-1986 | Hitnotering: 24-05-1986 t/m 02-08-1986 | Hitnotering: 24-05-1986 t/m 02-08-1986 | Hitnotering: 24-05-1986 t/m 02-08-1986 | Hitnotering: 24-05-1986 t/m 02-08-1986 | Hitnotering: 24-05-1986 t/m 02-08-1986 | Hitnotering: 24-05-1986 t/m 02-08-1986 | Hitnotering: 24-05-1986 t/m 02-08-1986 | Hitnotering: 24-05-1986 t/m 02-08-1986 | Hitnotering: 24-05-1986 t/m 02-08-1986 | Hitnotering: 24-05-1986 t/m 02-08-1986 | Hitnotering: 24-05-1986 t/m 02-08-1986 |
| Week                                   | 1                                      | 2                                      | 3                                      | 4                                      | 5                                      | 6                                      | 7                                      | 8                                      | 9                                      | 10                                     | 11                                     |                                        |
| -------------------------------------- | -------------------------------------- | -------------------------------------- | -------------------------------------- | -------------------------------------- | -------------------------------------- | -------------------------------------- | -------------------------------------- | -------------------------------------- | -------------------------------------- | -------------------------------------- | -------------------------------------- | -------------------------------------- |
| Positie                                | 23                                     | 15                                     | 7                                      | 3                                      | 1                                      | 1                                      | 1                                      | 3                                      | 5                                      | 18                                     | 28                                     | uit                                    |

### Nationale Hitparade
| Hitnotering: 24-05-1986 t/m 02-08-1986 | Hitnotering: 24-05-1986 t/m 02-08-1986 | Hitnotering: 24-05-1986 t/m 02-08-1986 | Hitnotering: 24-05-1986 t/m 02-08-1986 | Hitnotering: 24-05-1986 t/m 02-08-1986 | Hitnotering: 24-05-1986 t/m 02-08-1986 | Hitnotering: 24-05-1986 t/m 02-08-1986 | Hitnotering: 24-05-1986 t/m 02-08-1986 | Hitnotering: 24-05-1986 t/m 02-08-1986 | Hitnotering: 24-05-1986 t/m 02-08-1986 | Hitnotering: 24-05-1986 t/m 02-08-1986 | Hitnotering: 24-05-1986 t/m 02-08-1986 | Hitnotering: 24-05-1986 t/m 02-08-1986 |
| Week                                   | 1                                      | 2                                      | 3                                      | 4                                      | 5                                      | 6                                      | 7                                      | 8                                      | 9                                      | 10                                     | 11                                     |                                        |
| -------------------------------------- | -------------------------------------- | -------------------------------------- | -------------------------------------- | -------------------------------------- | -------------------------------------- | -------------------------------------- | -------------------------------------- | -------------------------------------- | -------------------------------------- | -------------------------------------- | -------------------------------------- | -------------------------------------- |
| Positie                                | 17                                     | 6                                      | 5                                      | 4                                      | 4                                      | 3                                      | 4                                      | 6                                      | 12                                     | 19                                     | 25                                     | uit                                    |

### NPO Radio 2 Top 2000
What Have You Done for Me Lately stond alleen in 2000 in de NPO Radio 2 Top 2000, op plek 1643.